# Хайлигенбрунн
Хайлигенбрунн (нем. Heiligenbrunn) — община (нем. Gemeinde) в Австрии, в федеральной земле Бургенланд.
Входит в состав округа Гюссинг.  Население составляет 884 человека (на 31 декабря 2005 года). Занимает площадь 33,5 км². Официальный код  —  10407.

## Политическая ситуация
Бургомистр общины — Герхард Шранц (АНП) по результатам выборов 2007 года.
Совет представителей общины (нем. Gemeinderat) состоит из 15 мест.
- АНП занимает 11 мест.
- СДПА занимает 4 места.